# Nachimi Itakura
Nachimi Itakurai (板倉 奈智美 (Itakura Nachimi?); Osaka, 17 giugno 1975) è una giocatrice di bowling giapponese, membro della JPBA con il n°. di licenza 372..

## Biografia
A 13 anni inizia con il nuoto. Era abbastanza brava che partecipò alle Olimpiadi Junior. Dopo essersi ritirata dal mondo del nuoto, ha deciso su raccomandazione di sua madre di provare il bowling. Fu allenata da Yoshikazu Nishida. Nel 1993 partecipa all'All-Japan High School Championship.
Dopo la laurea di liceo, Itakura ha pianificato di lavorare nel settore del bowling, partendo da un lavoro d'ufficio in un centro di bowling. Nel 1997, all'età di 22 anni, viene selezionata come membro della squadra nazionale del Giappone. Tra il 1999 e il 2000, ha gareggiato in vari tornei professionali e amatoriali. Ha gareggiato nei Campionati Nazionali All-Star NHK Cup e divenne la prima e unica giapponese a vincere la Coppa del Mondo AMF (2001)
Diventa una professionista nel 2003, diventando la prima bowler ad entrare nel JPBA sotto una rinuncia, e basato sul suo successo come dilettante, evita così le tappe di qualificazione (di solito, un bowler deve qualificarsi attraverso una serie di prove difficili che per molti I giocatori di bocce richiedono diversi anni prima che abbiano successo.)
Nel 2011, Itakura ha terminato la stagione di JPBA 24 a punti (980), il 19º in media punteggio (206,21) e il 24º in denaro con 784,000 yen.

## Risultati

### Dilettante
- 1993 - 17th All-Japan High School Championship (Vincitrice)
- 1999 - 33rd Japan Invitational Bowling Championships (Vincitrice)
- 1999 - 12th All-Japan Ladies Tournament, Youth Division (Vincitrice)
- 2000 - 34th Japan Invitational Bowling Championships (Vincitrice)
- 2001 - 37th AMF World Cup (Vincitrice)

### Professionista
- 2003 - 35th All Japan Women's Pro Bowling Championship (Vincitrice)
- 2004 - 36th All Japan Women's Pro Bowling Championship (Vincitrice)
- 2005 - 27th Kansai Women's Open (Vincitrice)
- 2005 - Pro Bowling Ladies 新人戦 (Vincitrice)
- 2007 - BIGBOX Higashi Yamato Cup (Vincitrice)
- 2010 - 26th Rokko Queens (Vincitrice)

### DHC
- 2006 DHC Ladies Bowling Tour 2005/2006 - 5th-leg (Vincitrice)

### P★League
- Tournament 4 - 2º posto